# バッスム
バッスム (ドイツ語: Bassum, ドイツ語発音: [ˈbasʊm], 低地ドイツ語: Bassen) は、ドイツ連邦共和国ニーダーザクセン州ディープホルツ郡に属す人口16,794人の市である。

## 地理

### 位置
バッスムは、ヴィルデスハウザー・ゲースト自然公園の南東、ブレーメンから約 25 km 南に位置し、クロスターバッハ川が市内を流れている。バッスムのノルトヴォールデ地区はホムバッハ川沿いに位置し、東部のノイブルーフハウゼン地区はハッヘ川上流域に位置する。
バッスマー・ウトキークはヴェーデホルン地区の人口の丘陵で、高さは 87 m である。この丘は、バッスムの廃棄物処理センターである AbfallWirtschaftsGesellschaft (AWG) mbH の敷地内にあり、ディープホルツ郡で最も高い場所である。

### 市の構成
本市は以下の地区からなる。人口は2020年6月18日現在の数値である。
| 地区名                   | 含まれる集落・地域 | 人口（人） | 地区図 |
| ------------------------ | --- | ---------- | ------ |
| アルブリングハウゼン     | | 272        |        |
| アーペルシュテット       | パンシュテット | 218        |        |
| ブラムシュテット         | ビュンテ、レリングハウゼン | 1,889      |        |
| エッシェンハウゼン       | | 188        |        |
| グロース・ヘンシュテット | | 112        |        |
| グロース・リングマール   | クライン・リングマール | 265        |        |
| ハルシュテット           | | 198        |        |
| ホルヴェーデル           | ディムハウゼン、メーレンホーフ、ヒルケン、カーテンカンプ、ニュシュテット、クライン・ホルヴェーデル、グロース・ホルヴェーデル           | 599        |        |
| ノイブルーフハウゼン     | フライドルフ | 1,141      |        |
| ニーンシュテット         | | 133        |        |
| ノルトヴォールデ         | シュテューテルベルク、フェーゼンフェルト、カステンディーク、シュタインフォルト、ヘーゲンハウゼン、ケッティンゲン、ペスティングハウゼン | 1,404      |        |
| オスタービンデ           | | 721        |        |
| ショルリングボルステル   | エーバースハイデ、ローヴェ、コローゲ                                                                                                   | 116        |        |
| シュテューレン           | | 292        |        |
| ヴェーデホルン           | | 188        |        |
| バッスム                 | ローげ、フロイデンベルク、ハッセル、クレンケンボルステル、ニーンハウス、ヴィッヒェンハウゼン                                           |            |        |

### 隣接する市町村
バッスムは、北はシュトゥール、北東はジーケ、東はザムトゲマインデ・ブルーフハウゼン＝フィルゼンに属すブルーフハウゼン＝フィルゼン、南はザムトゲマインデ・シュヴァフェルデンに属すズートヴァルデ、ショーレンおよびノイエンキルヒェン、南西はツヴィストリンゲン、北西はオルデンブルク郡のザムトゲマインデ・ハルプシュテットに属すベッケルン、デュンゼンおよびキルヒゼールテと境を接している。

### 土地利用
| 調査日         | 宅地および自由地 | 産業用地 | レジャー用地 | 交通用地 | 農業用地 | 森林  | 水域 | その他 |
| -------------- | ---------------- | -------- | ------------ | -------- | -------- | ----- | ---- | ------ |
| 2005年01月01日 | 0993             | 096      | 58           | 900      | 12,392   | 2,272 | 107  | 36     |
| 2010年01月01日 | 1,047            | 130      | 52           | 933      | 12,220   | 2,324 | 118  | 33     |
| 2015年12月31日 | 1,086            | 099      | 55           | 885      | 12,174   | 2,415 | 128  | 17     |

バッスム市の土地利用は農業が主体である。農地面積は、1979年から 500 ha 以上減少している。この間に、宅地、空き地、森林が増加している。産業用地、レクリエーション用地、交通用地は一時的に増加したが、その後再び減少している。

### 気候
バッスムの平均気温は 10.6 ℃、年間降水量は 599 mm である。
| バッスムの気候                      | バッスムの気候 | バッスムの気候 | バッスムの気候 | バッスムの気候 | バッスムの気候 | バッスムの気候 | バッスムの気候 | バッスムの気候 | バッスムの気候 | バッスムの気候 | バッスムの気候 | バッスムの気候 | バッスムの気候 |
| 月                                  | 1月            | 2月            | 3月            | 4月            | 5月            | 6月            | 7月            | 8月            | 9月            | 10月           | 11月           | 12月           | 年             |
| ----------------------------------- | -------------- | -------------- | -------------- | -------------- | -------------- | -------------- | -------------- | -------------- | -------------- | -------------- | -------------- | -------------- | -------------- |
| 最高気温記録 °C （°F）              | 13.9 (57)      | 18.3 (64.9)    | 23.6 (74.5)    | 27.3 (81.1)    | 32.3 (90.1)    | 35.4 (95.7)    | 37.4 (99.3)    | 36.3 (97.3)    | 31.8 (89.2)    | 27.3 (81.1)    | 20.1 (68.2)    | 13.6 (56.5)    | 37.4 (99.3)    |
| 平均最高気温 °C （°F）              | 5.1 (41.2)     | 6.8 (44.2)     | 10.2 (50.4)    | 14.7 (58.5)    | 18.7 (65.7)    | 23.8 (74.8)    | 23.9 (75)      | 24.0 (75.2)    | 19.9 (67.8)    | 16.3 (61.3)    | 9.2 (48.6)     | 6.7 (44.1)     | 14.94 (58.9)   |
| 日平均気温 °C （°F）                | 2.7 (36.9)     | 3.3 (37.9)     | 6.0 (42.8)     | 9.4 (48.9)     | 13.3 (55.9)    | 18.4 (65.1)    | 18.5 (65.3)    | 18.4 (65.1)    | 14.6 (58.3)    | 11.4 (52.5)    | 6.5 (43.7)     | 4.6 (40.3)     | 10.59 (51.06)  |
| 平均最低気温 °C （°F）              | 0.0 (32)       | −0.2 (31.6)    | 1.6 (34.9)     | 3.5 (38.3)     | 7.1 (44.8)     | 12.4 (54.3)    | 12.7 (54.9)    | 12.9 (55.2)    | 9.4 (48.9)     | 7.3 (45.1)     | 3.5 (38.3)     | 2.1 (35.8)     | 6.02 (42.84)   |
| 最低気温記録 °C （°F）              | −12.1 (10.2)   | −15.8 (3.6)    | −10.5 (13.1)   | −3.7 (25.3)    | −1.3 (29.7)    | 4.7 (40.5)     | 6.6 (43.9)     | 5.4 (41.7)     | 1.0 (33.8)     | −2.9 (26.8)    | −3.7 (25.3)    | −11.1 (12)     | −15.8 (3.6)    |
| 降水量 mm （inch）                  | 63 (2.48)      | 46 (1.81)      | 52 (2.05)      | 36 (1.42)      | 27 (1.06)      | 55 (2.17)      | 48 (1.89)      | 72 (2.83)      | 48 (1.89)      | 58 (2.28)      | 38 (1.5)       | 56 (2.2)       | 599 (23.58)    |
| 平均降水日数 （≥1.0mm）             | 19             | 14             | 18             | 11             | 12             | 14             | 14             | 16             | 14             | 19             | 16             | 20             | 187            |
| 平均月間日照時間                    | 45             | 90             | 132            | 220            | 232            | 234            | 215            | 201            | 164            | 109            | 54             | 36             | 1,732          |
| 出典：Klima Bassum - Station Bremen |                |                |                |                |                |                |                |                |                |                |                |                |                |

### 自然保護区および景観保護区
バッスムには6箇所の登録された自然保護区 (NSG) がある。
- シュラットベーケ自然保護区（アーペルシュテットとヴェーデホルンとの間 、45 ha）1998年登録
- ガルベーケ自然保護区（バッスム地区の南西、連邦道 B51号線沿い、60 ha）1999年登録
- ゲーストモーア＝クロスターバッハタール自然保護区（バッスム地区の南、一部はノイエンキルヒェンにかかる、356 ha）2009年登録
- ハッヘタールおよびフライドルファー・ハッヘタール自然保護区（ノイブルーフハウゼン地区の南と北、一部はジーケにかかる、約 260 ha）、2018年登録
- バッスム近郊カムモルフ＝ビオトープ自然保護区（バッスム地区の西、5.1 ha）2015年登録

この他に、7箇所の登録された景観保護区 (LSG) がある。
- ジークホルツ景観保護区（シュテューレンの西、14.0 ha）1939年登録
- ヴェスターマルク景観保護区（ブラムシュテットの北、大部分がジーケの市域である、701.0 ha）1964年登録
- ホムバッハ - フィンケンバッハ - クロスターバッハ景観保護区（シュテューレン、ノルトヴォールデ、ブラムシュテット、2,302.0 ha）1967年登録
- ミューレンバッハ - ヴェーデホルナー・ホルツ景観保護区（バッスム地区の南、671.1 ha）1969年登録
- フライドルフ景観保護区（ノイブルーフハウゼンの南、269.0 ha）1971年登録
- ハルプシュテッター・ゲースト景観保護区（ディムハウゼンの北、206 ha）1973年登録
- ハッヘタール II 景観保護区（ノイブルーフハウゼンの北、大部分がジーケの市域である、350.3 ha）1996年登録

## 歴史

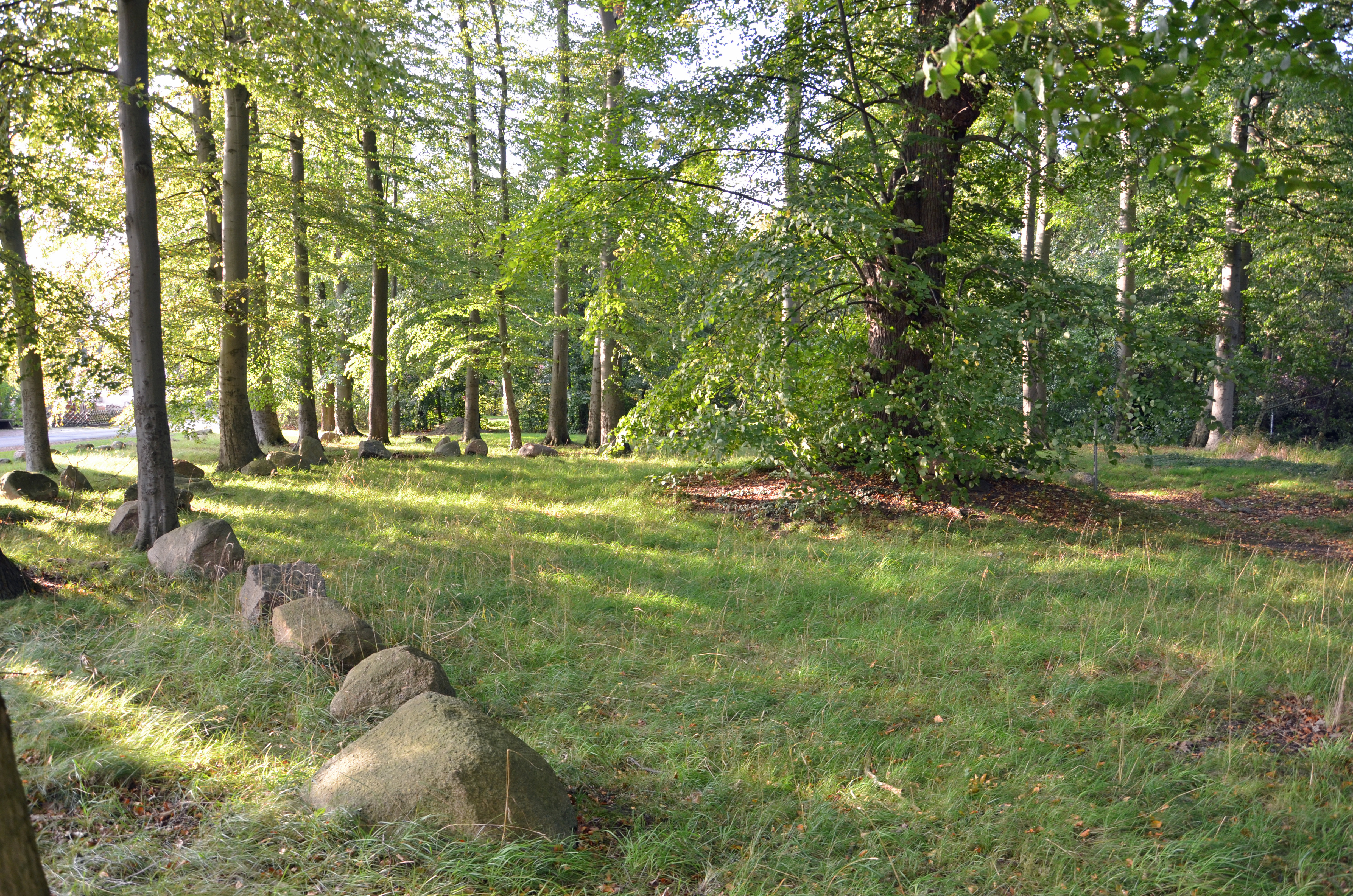
バッスムのティング場跡

現在のバッスムの市域は古くから定住がなされていた。シュテューレンの墳丘墓やフロイデンブルク近くのティング場がこれを裏付けている。
貴族の女性リウトガルトが858年に父の遺産の全てを相続し、これに基づいて女子修道院を設立した。この修道院はブレーメン大司教アンスガーによってビルクシノン修道院（バッスム）として聖別された。1541年にホーヤ伯ヨプスト1世により宗教改革がなされた。

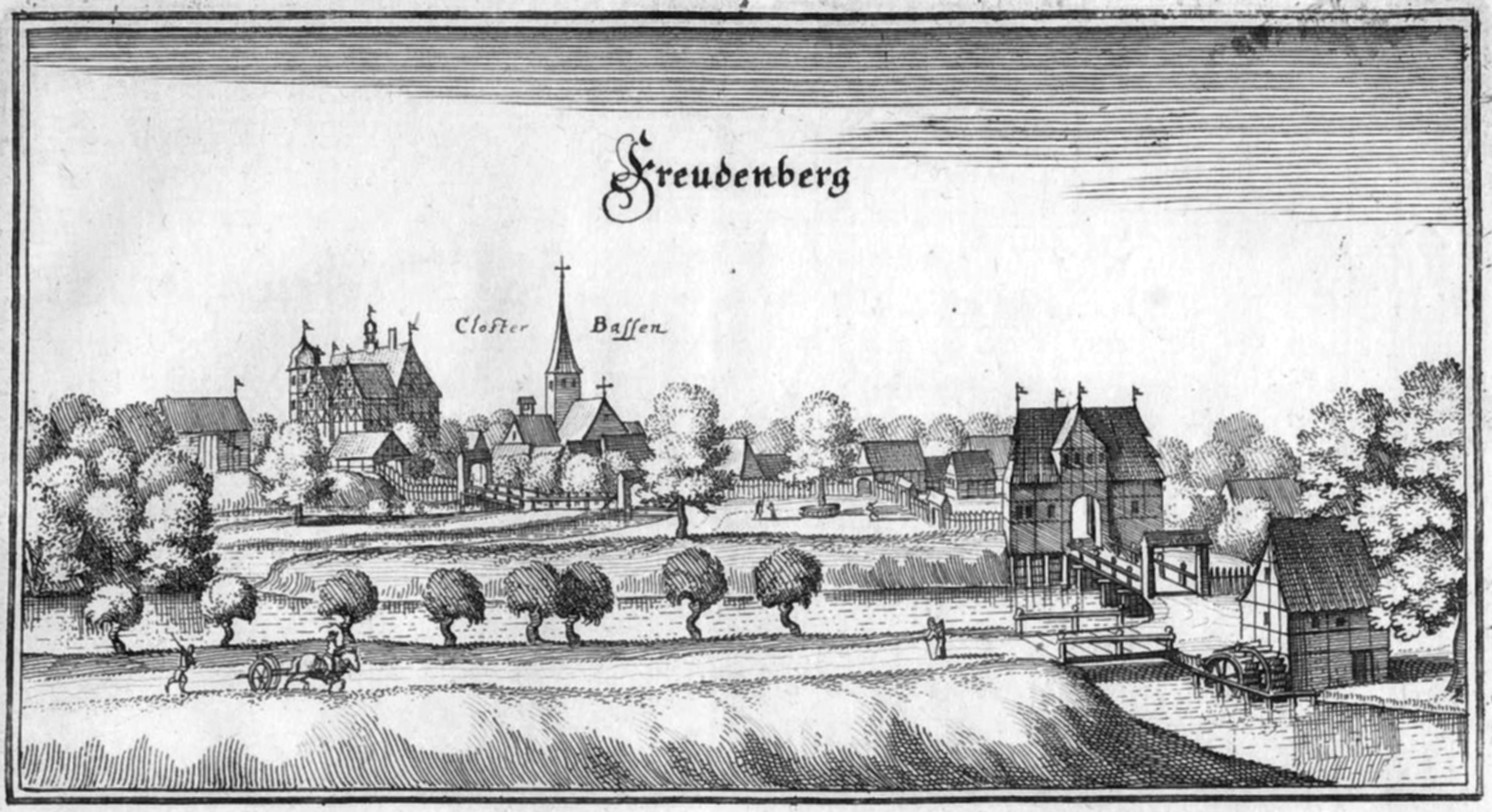
1654年に出版されたマテウス・メーリアンの銅版画に描かれたフロイデンベルク城

アムト・フロイデンベルクもその支配下に治めていたホーヤ伯は、1202年に初めて文献に記録されている。1230年頃にホーヤ伯によってフロイデンベルク城が建設された。この城は1388年に Slot Vroydenbergh として初めて文献に記録されている。1582年にホーヤ伯が断絶すると、フレッケン・バッスム、フロイデンベルク、ローゲおよび7つの村を含むアムト・フロイデンベルクはヘッセン＝カッセル方伯に、シュティフト・バッスムはカレンベルク侯およびヴォルフェンビュッテル侯に、ノイブルーフハウゼンはツェレ＝リューネブルク公に属すこととなった。
| 国家/国家連合                | 領邦/連合構成国家          | 行政体                               | 年代            |
| ---------------------------- | -------------------------- | ------------------------------------ | --------------- |
| 神聖ローマ帝国               | ホーヤ伯領                 | アムト・フロイデンベルク             | 1582年まで      |
| 神聖ローマ帝国               | ヘッセン＝カッセル方伯領   | アムト・フロイデンベルク             | 1582年 - 1807年 |
| ヴェストファーレン王国       | ヴェーザー県               | フロイデンベルク小郡（リンテルン郡） | 1807年 - 1810年 |
| フランス（第一帝政）         | ヴェーザーミュンドゥング県 | バッスム小郡（ニーンブルク郡）       | 1811年 - 1814年 |
| ドイツ連邦                   | ハノーファー王国           | アムト・フロイデンベルク             | 1814年 - 1866年 |
| 北ドイツ連邦                 | プロイセン王国             | アムト・フロイデンベルク             | 1867年 - 1871年 |
| ドイツ国（ドイツ帝国）       | プロイセン王国             | アムト・フロイデンベルク             | 1871年 - 1885年 |
| ドイツ国（ドイツ帝国）       | プロイセン王国             | ジーケ郡                             | 1885年 - 1919年 |
| ドイツ国（ヴァイマル共和政） | プロイセン王国             | ジーケ郡                             | 1919年 - 1932年 |
| ドイツ国（ヴァイマル共和政） | プロイセン王国             | グラーフシャッフト・ホーヤ郡         | 1932年 - 1933年 |
| ドイツ国（大ドイツ国）       | プロイセン王国             | グラーフシャッフト・ホーヤ郡         | 1933年 - 1945年 |
| 連合国占領下ドイツ           | プロイセン王国             | グラーフシャッフト・ホーヤ郡         | 1945年 - 1946年 |
| 連合国占領下ドイツ           | ハノーファー州             | グラーフシャッフト・ホーヤ郡         | 1946年          |
| 連合国占領下ドイツ           | ニーダーザクセン州         | グラーフシャッフト・ホーヤ郡         | 1946年 - 1949年 |
| ドイツ連邦共和国             | ニーダーザクセン州         | グラーフシャッフト・ホーヤ郡         | 1949年 - 1977年 |
| ドイツ連邦共和国             | ニーダーザクセン州         | ディープホルツ郡                     | 1977年から      |

ウィーン会議の結果1815年に旧ホーヤ伯領はハノーファー王国の一部となった。旧ホーヤ伯領の領域は1816年に新たにプロヴィンツ・グラーフシャフト・ホーヤに、1823年にラントドロスタイ・ハノーファー（ハノーファー代官区）に属した。ハノーファー王国の統計ハンドブックでは、現在のバッスムの領域はアムト・フロイデンベルク、アムト・ハルプシュテッテ、アムト・ジーケ、アムト・ブルーフハウゼンに属していた。ハノーファー王国は1867年にプロイセンのハノーファー州となり、ラントドロスタイ（代官区）は1885年にレギールングスベツィルク（県または行政管区）に改編され、アムトの代わりにクライス（郡）が新設された。これ以後バッスムはハノーファー県ジーケ郡に属した。

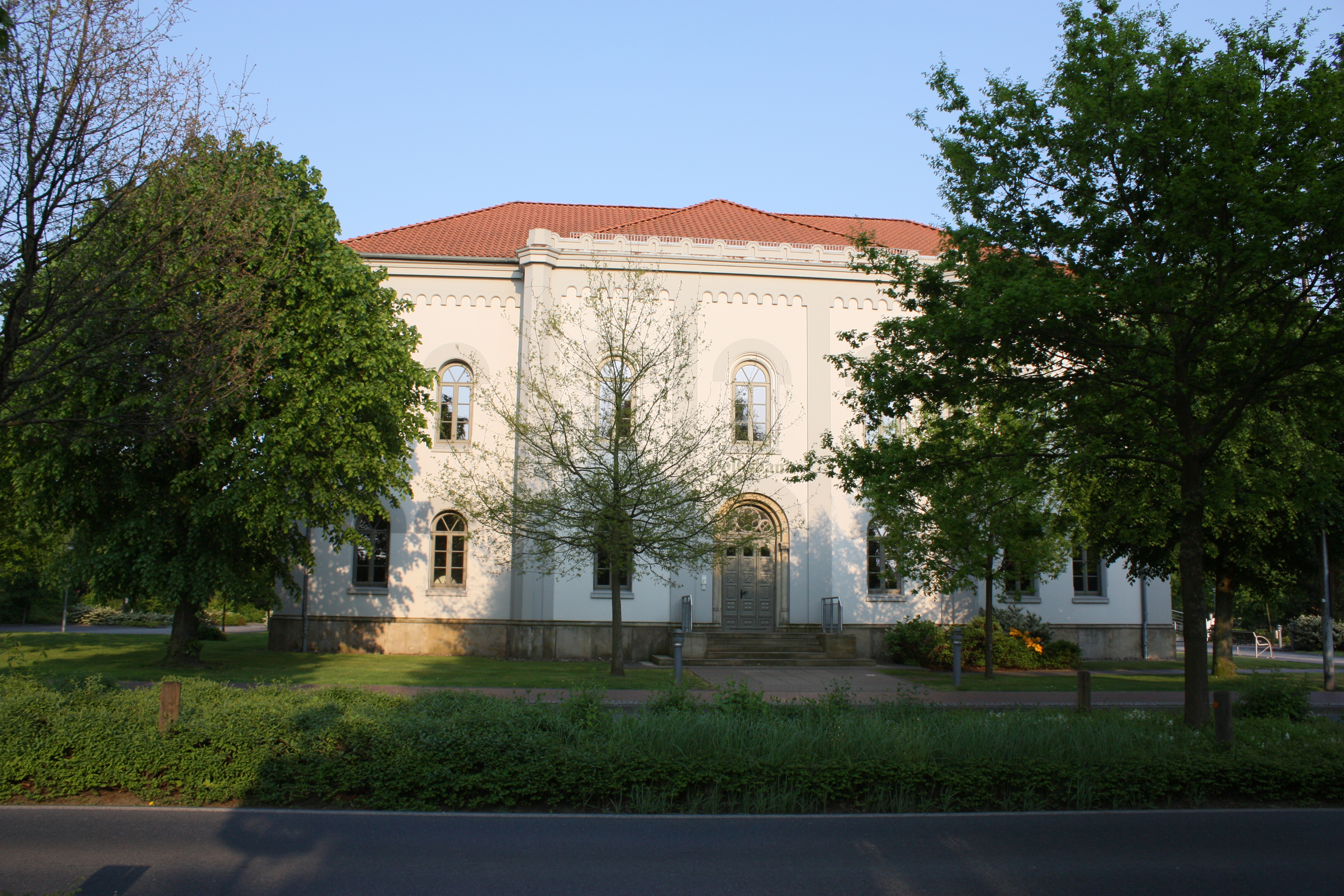
1879年から使われた区裁判所の建物。現在はフォルクスバンクが入居している。

1852年から1879年まで区裁判所がフロイデンブルク城内に設けられていたが、1879年にバッスムに移転した。しかし区裁判所の職員宿舎は1966年まで城内に存続した。1896年6月1日にフレッケン・バッスム、ローゲ、フロイデンベルクが統合され、新たなザムトフレッケン（統合されたフレッケン）バッスムが成立した。1927年9月24日にフレッケン・バッスムに対して紋章と行政印の使用が認められた。1929年11月16日、フレッケン・バッスムにプロイセン内務大臣から都市権が授けられた。
先鋭化した冷戦状態を承けて、1959年にこの街の郊外、かつてのバッスム肺結核療養所の敷地（北緯52度50分51秒 東経08度41分24秒 / 北緯52.84750度 東経8.69000度）に、連邦全体で10設けられたヴァールンアムト（警戒事務所）の1つ、ヴァールンアムト II が設置され、運用されていた。この民間防衛事務所は1990年代（ヴァールンアムト II は1996年に閉鎖された）まで、平和が危機に直面する事態や防衛上の危険を監視し、市民に警告する任務を担っていた。
1974年の市町村再編により、それまで独立していた周辺自治体がバッスム市の地区に編入された。1932年のプロイセンの郡再編までバッスムはジーケ郡に属し、その後グラーフシャフト・ホーヤ郡に属していたが、1977年の郡再編によりディープホルツ郡に属すこととなった。

### 市町村合併
プロイセン内務省の決定により、1928年10月17日にハッセル、クレンケンボルステン、ニーンハウス、ヴィッヒェンハウゼンがフレッケン・バッスムに編入された。
1974年3月1日にそれまで独立した町村であったアルブリングハウゼン、アーペルシュテット、ブラムシュテット、エッシェンハウゼン、グロース・ヘンシュテット、グロース・リングマール、ヘルシュテット、ホルヴェーデル、ノイブルーフハウゼン（フレッケン）、ニーンシュテット、ノルトヴォールデ、オスタービンデ、ショルリングボルステル、シュテューレン、ヴェーデホルンがバッスムしに合併した。

## 住民

### 人口推移
| 時期       | 1939年 5月17日 | 1950年 9月13日 | 1968年 | 1978年 | 1988年 | 1998年 | 2007年 | 2010年 | 2012年 | 2013年 | 2017年 | 2020年 |
| ---------- | -------------- | -------------- | ------ | ------ | ------ | ------ | ------ | ------ | ------ | ------ | ------ | ------ |
| 人口（人） | 9,654          | 17,461         | 13,843 | 13,968 | 13,859 | 15,643 | 16,176 | 15,870 | 15,442 | 15,529 | 15,778 | 16,018 |

時期に日付のない年はいずれも12月31日である。

### 宗教
- 1541年から存在するバッスム最大の教会組織が福音主義教会で、バッスムの修道院教会やノイブルーフハウゼンの三位一体教会を含む。ジーケ＝ホーヤ教会クライスに属す。
- ノルトヴォールデの福音主義教会。ジーケ＝ホーヤ教会クライスに属す。
- バッスムのカトリックの聖アンスガー教会組織は、聖アナ司祭区に属す。
- ランゲ・ヴァントの新使徒教会（ドイツ語版、英語版）のステーション。ヴァイエの教会組織に属す。
- エヴァンゲリウムス・クリステンゲマインデ・ブレーメン。ブレーマー通り。
- エホバの証人、王国ホール。グーテンベルク通り。
- 自由キリスト教会組織バッスム。エッシェンハウゼン。
- バッスムの旧ユダヤ教組織はマイアーカンプ通りにあった。1920年代末まで、一般には「シナゴーグ」と呼ばれていた礼拝室があった。この礼拝室は長らく使われていなかったにもかかわらず、1938年11月9日（水晶の夜）に放火されそうになった。現在バッスムではユダヤ教会は活動していない。

## 行政

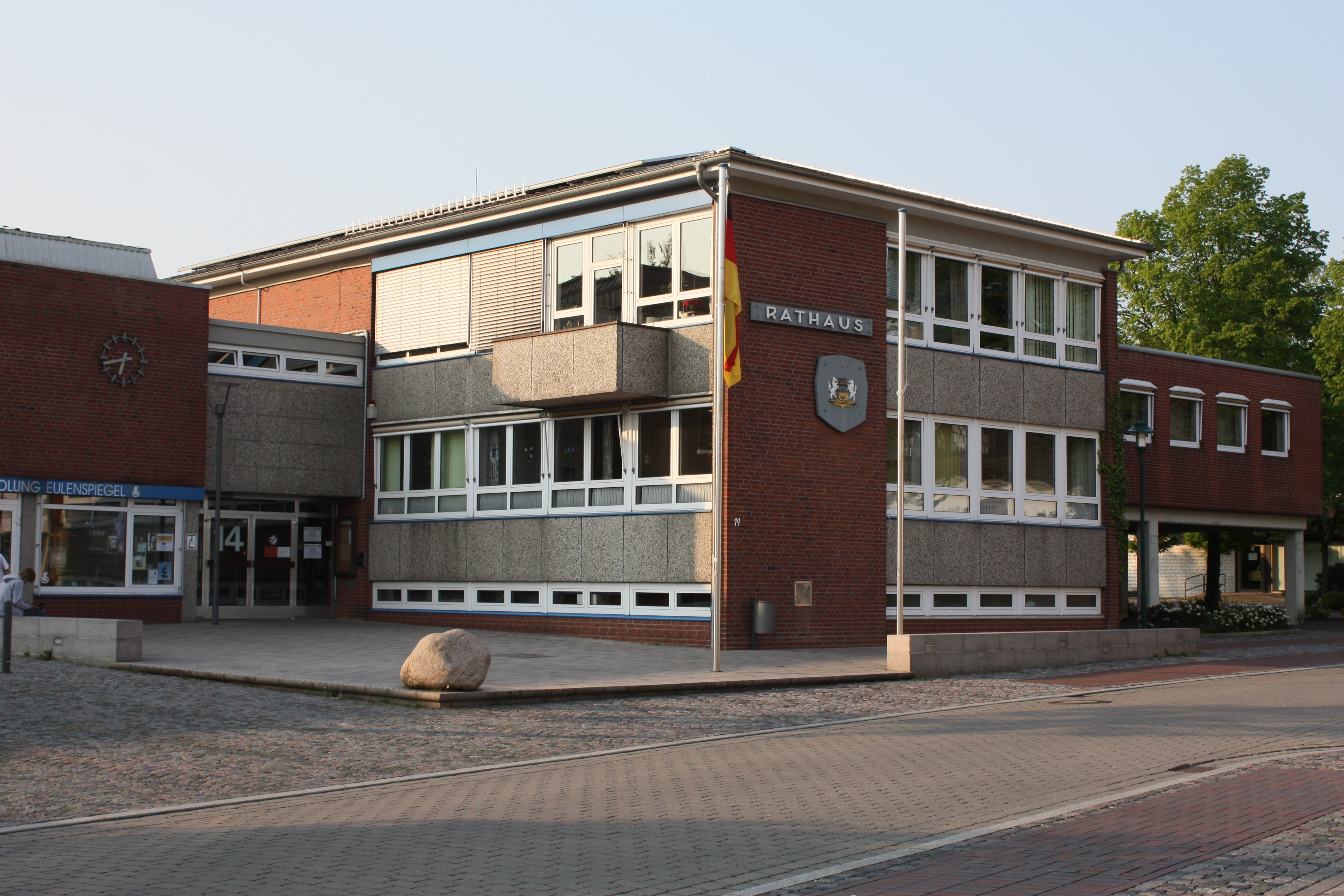
バッスム市庁舎

### 議会
バッスムの市議会は30議席で構成されている。

### 首長
1996年までバッスムには、専任のシュタットディレクター（行政実務責任者）と名誉職のビュルガーマイスター（儀礼上の市長）がいた。1996年以降は、直接選挙で選出される専任のビュルガーマイスター（市長）だけとなった。クリスティアン・ポルシュ (Bürger-Block) は2014年6月15日の選挙に勝利し、11月1日に市長に就任し、11月6日に就任の宣誓を行った。

### 市行政
バッスム市の運営は、市長と3つの専門部局が指導する運営チームが行っている。各専門部局の管轄業務は以下の通りである。
- 専門部局1: 条例、社会福祉、スポーツ、学校教育、幼稚園
- 専門部局2: 市民窓口、文化、戸籍役場、出納、中央サービス
- 専門部局3: 建築、建築計画、自然環境、都市計画、経済振興

### 紋章と旗
図柄: 銀地（白）と金地（黄色）に上下二分割。上部は、縁につかず直立した緑の枝。枝には3枚のセイヨウボダイジュの葉がついている。下部は、赤い爪を持つ互いに外を向いた黒い熊の腕。サポーターとして、装飾された台座に2頭の直立した銀色（白い）馬が2頭描かれている。紋章の上には3つの塔を持つ赤い城壁冠を戴いている。
バッスム市は、1927年3月24日に参事会が紋章の使用申請を提出し、1927年11月24日に受理された。この紋章の上部は、白地に3枚の緑色のセイヨウボダイジュの葉が上向きに描かれている。バッスムの道路沿いには多くのセイヨウボダイジュが植えられていることから、この街は「リンデンシュタット」（直訳: セイヨウボダイジュの街）という愛称を掲げている。紋章の3枚のセイヨウボダイジュの葉は1896年当時の3つのフレッケンであるバッスム、ローゲ、フロイデンベルクを象徴している。紋章の下部は黄色地に、互いに外を向いた2本のクマの腕が描かれている。クマの腕は、1582年までバッスム周辺地域が属していたホーヤ伯領の徴である。完全な紋章は、フロイデンブルクを象徴する城壁冠を戴く。この紋章は2頭の銀の馬に保持されている。これはニーダーザクセンを象徴している。街の色（緑 - 白 - 黄色）は、紋章の色に由来する。緑はセイヨウボダイジュの葉、白は上部の背景色、黄色は下部の背景色である。

### 姉妹都市、協力都市
姉妹都市は以下の通りである。
- フレネイ＝シュル＝サルト（フランス語版、英語版）（フランス、サルト県）1972年
- テルシェイ（リトアニア、テルシェイ郡）2009年
- スプリズビー（英語版）（イギリス、リンカンシャー）2010年

旧東プロイセンのタピアウ住民に対して1970年から保護協力関係を結んでいる。
バッスムはニーダーザクセン/ブレーメン自治体連合に加盟している。

## 文化と見所

### 建築
バッスムの建造文化財リストには、バッスム地区だけで32件、市全域では98件が登録されている。このリストには以下が含まれる。

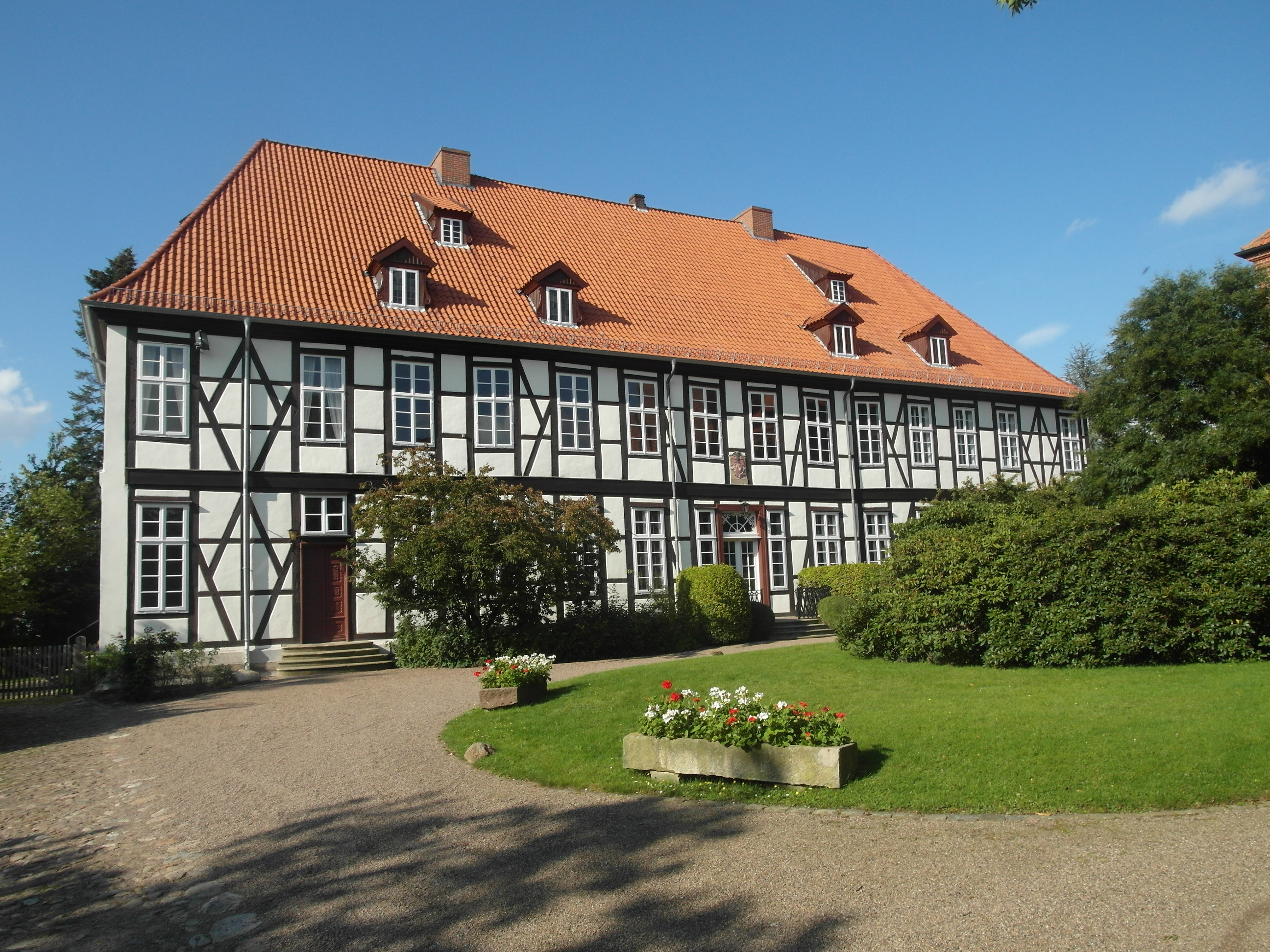
バッスム女子修道院、修道院長棟

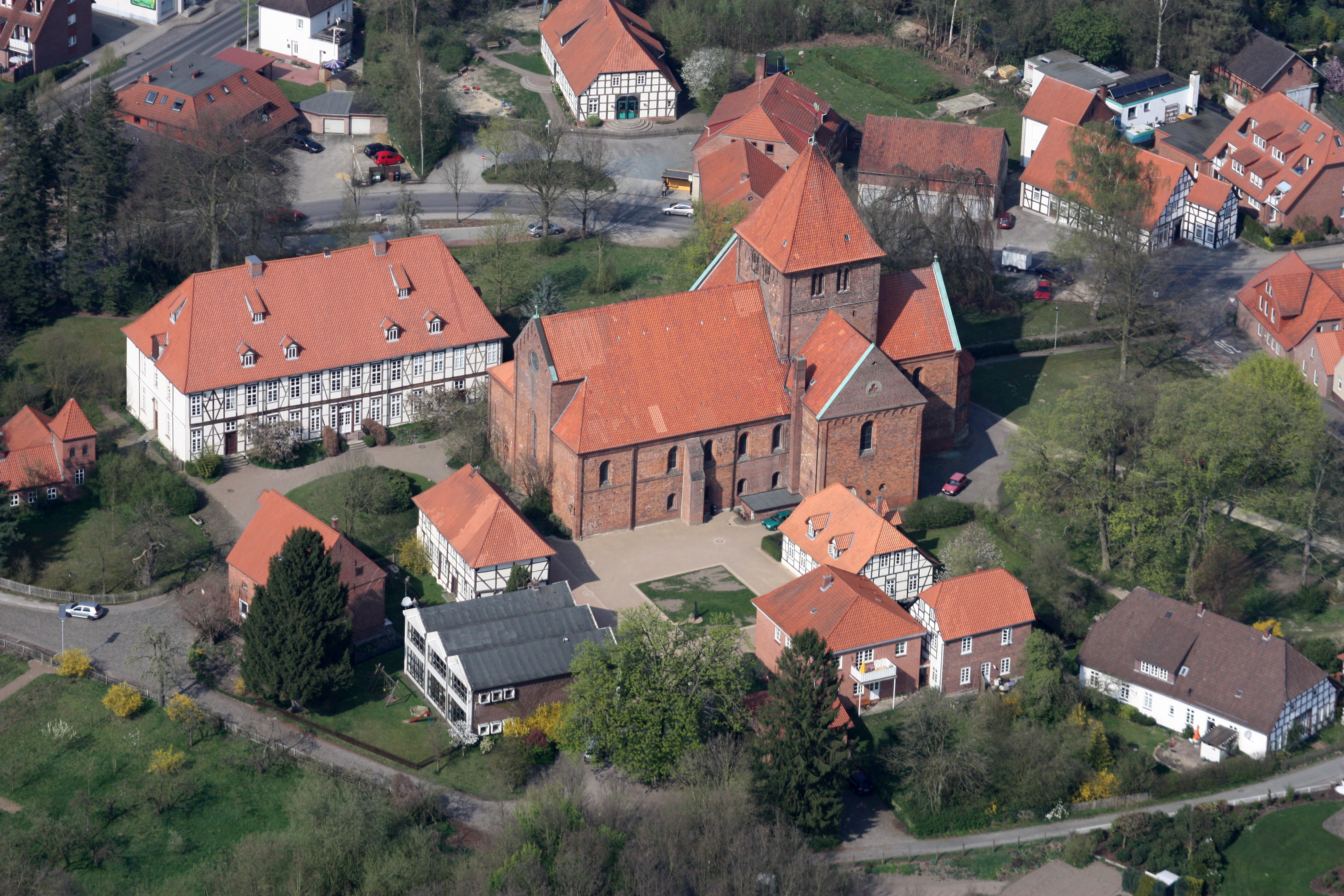
バッスム女子修道院と修道院教会の全景

#### バッスム女子修道院
バッスム女子修道院は、ニーダーザクセンで最も古い女子修道院で、EU内で唯一の現存する律修修女（修道誓願に拘束されない修道女）修道院である。
858年に貴族の婦人リウトガルトが父からの遺産を引き継ぎ、女子修道院を設立した。これによりこの地域の貴族家は、未婚の娘にキリスト教の教育を与える機会を得た。この女子修道院は、ハンブルクとブレーメンの大司教アンスガーによって聖別された。リウトガルトはこの女子修道院の初代修道院長にも就任した。現在もこの女子修道院は女子修道院長により運営されている。
この女子修道院は1541年から福音主義に改宗されている。ここにはかつて10人ほどの修道女が住んでいた。他の修道院とは対照的に、この女子修道院では私有財産を持つことが許され、女子修道院を出ることも許されていた。その主な任務は、厳粛な神への祈り、死者のための取りなし、貧者の世話であった。
この女子修道院には現在も10人の修道女（参次会員）が所属しているが、女子修道院長とその代理であるデカンティンを除き院内で暮らす義務はない。そのため、修道女らはそれぞれの故郷で暮らし、通常の仕事を行っている。しかし女子修道院とのつながりは維持されており、毎年集会に出席するために集まる。女性たちは貴族である必要はない。
この女子修道院は、当時は Birsina と呼ばれたバッスム市の種子となった。
現在の修道院の建物は1754年に、修道院長マルガレータ・エレオノーラ・フォン・エストルフによって、修道院長館が取り壊された跡地に木組み建築として建設された。現在の修道院長館は来訪者に対して開かれており、数多くの芸術史上重要な文物を収蔵している。上階には、ルプフェン（軽いジュート）に1781年に描かれた（1989年に修復された）手描きの壁の上張りで囲まれた集会ホールと、旅の律修修女が宿舎として利用できる律修修女室がある。律修修女室には簡素な蔦模様の天井画がある。修道院長館の他に修道院の中庭の周りには旧修道女宿舎がある。修道院庭園や近くの修道院の森もこの修道院に属す。

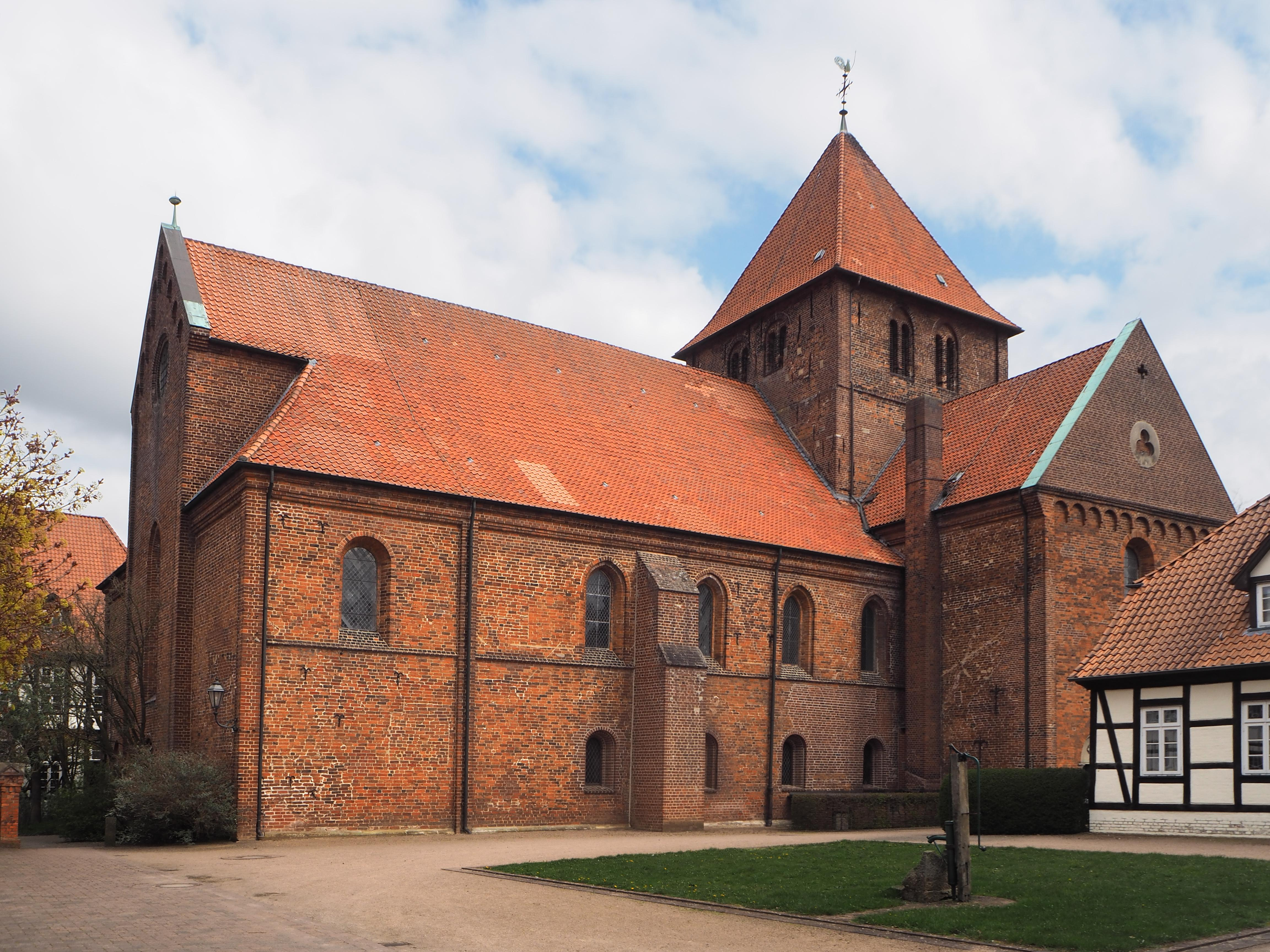
バッスム修道院教会

#### バッスム修道院教会
ゴシック様式、レンガ造りの教会は、13世紀前半にロマネスクからゴシックへの移行期様式で建設された。この三廊式ハレンキルヘには翼廊と、正方形の内陣に半円形のアプスがある。
何本もの柱とヴォールトの姿は、ヴェストファーレンの石造建築からレンガ建築への移行期を示している。内陣は、比類のない石膏細工の床を持つ。その絵は19世紀にハノーファー派の歴史主義様式で創作された。床と壁は2005年に修復された。最も古い調度品は、1250年頃の聖ヴィクトールの聖遺物容器である。南の翼廊には1585年に亡くなった修道院長でホーヤ女伯アナの墓標がある。さらに、もともと教会の地中に埋葬された他の修道院長の墓碑も教会に納められている。
南の翼廊の西壁に設けられた壁龕には19世紀に創られた聖ヴィクトール像が設置されている。

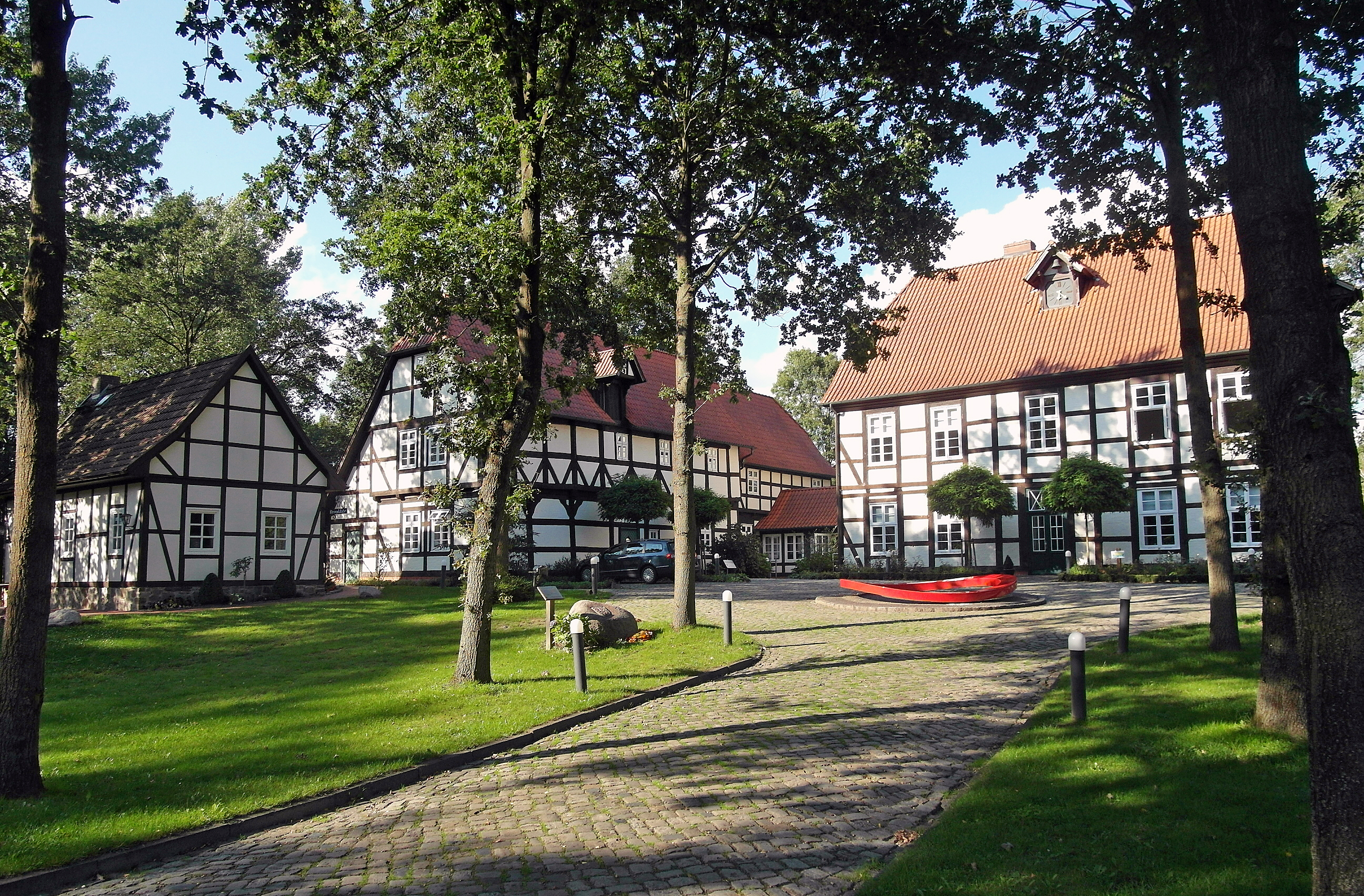
フロイデンブルク（フロイデンベルク城）

#### フロイデンブルク
女子修道院から「ブレーマー通り」を挟んだ向かい側にフロイデンブルクがある。アムト・フロイデンベルクが廃止されるまでフロイデンベルク城（フロイデンブルク）はアムト役場の所在地であり、その後はアムト裁判所が入居した。1879年にアムト裁判所がバッスムに移転した後、ここはアムト裁判所判事の官舎として存続した。現在フロイデンベルク城は、ディープホルツ郡の市民大学のセミナー会場および集会所として利用されている。

### ユダヤ人墓地
バッスムのユダヤ人墓地は、ディープホルツ郡に現存する保存状態良い8つのユダヤ人墓地の1つである。ズーリンゲンへ向かう連邦道 B61号線の東に位置するこの墓地には、1852年から1942年のユダヤ人埋葬者の墓石が28基存在している。最後にここに葬られたユダヤ人女性は、夫が国外追放になった後、1938年に自殺したヨゼフィーネ・ベールであった。夫のレオポルト・ベールは強制収容所で殺害された。その亡くなった年1942年が、後に妻の墓石に追記された。レオポルト・ベールとナチス圧政の犠牲となった他の3人のために、2009年12月1日バッスムに4基の「躓きの石」が芸術家グンター・デムニヒによって設置された。
第二次世界大戦中、数人のロシア人戦争捕虜の墓がユダヤ人墓地に設けられた。

### 緑地と近郊保養地
クロスターバッハ川沿いのフロイデンブルクは公園に囲まれており、特に市民大学の継続教育イベントに利用されている。シニアセンター「Curata」、屋外プール、女子修道院の間に、エイジェント21-グループが修道院公園を造営した。バッスマー・ウトキークはディープホルツ郡の最高地点である。かつての廃棄物の山は近郊型保養地に変貌した。

### ペーターモーア動物園
この動物園は、3ヘクタールの敷地に土着および外来の約80種類の動物、約500匹が飼育されている。
動物園の中央は、数多くの水鳥が棲む大きな湖である。通り抜けができるふれあい動物園には、ポットベリー・ピッグやヤギが飼育されている。サル館が増設された。
この公園の運営母体はバッスム市である。1967年に創設された会員数200人以上の動物園協会は、精神的・経済的援助を行っている。この動物園は2007年に GEH（古くて絶滅の危機にある家畜種の保存協会）からアルケパルクの称号を得たドイツ初の動物園である。2015年からこの動物園は公式に「ツォー」(ドイツ語: Zoo) を名乗っている。

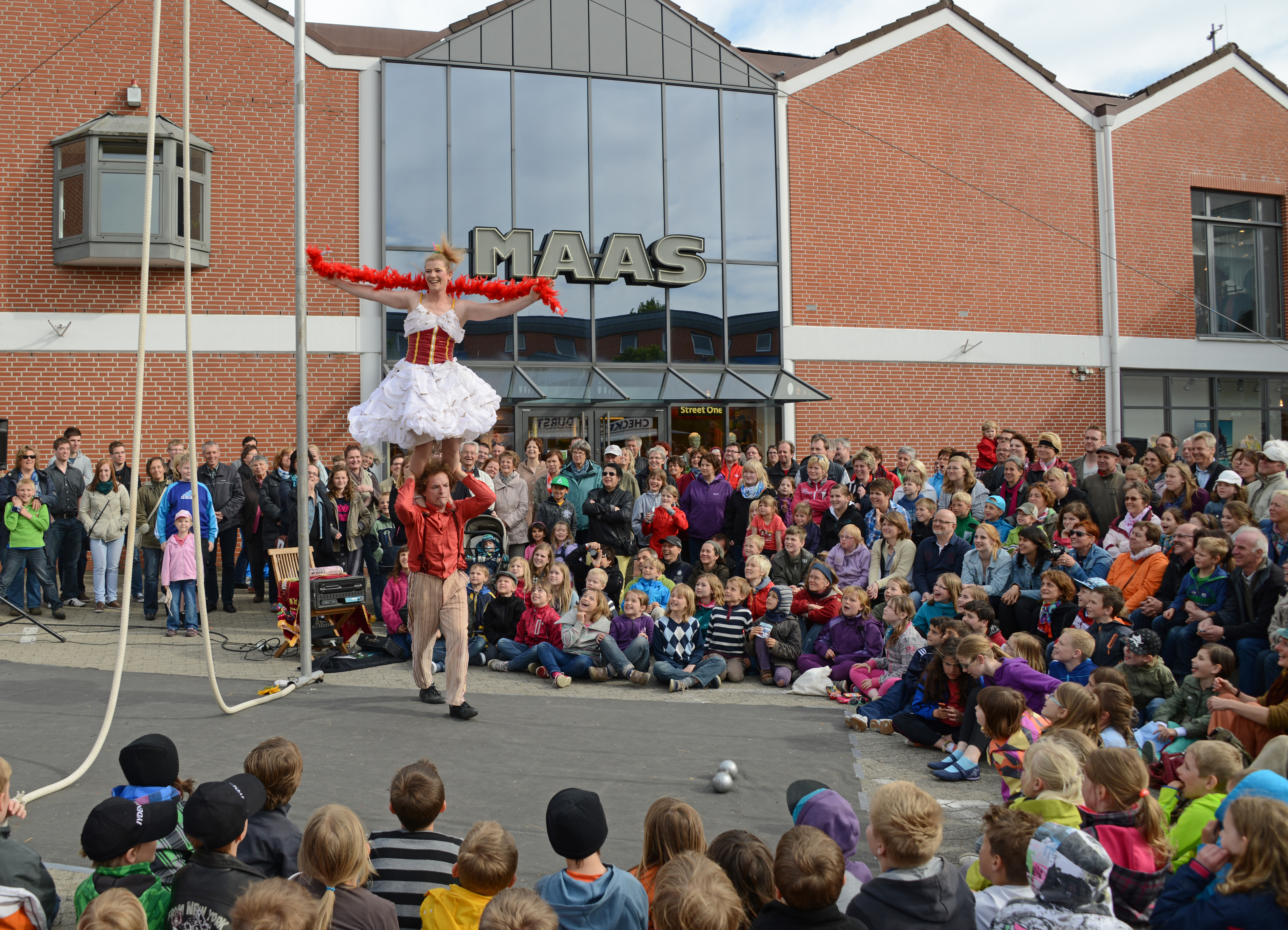
ピアツェッタの様子（2013年）

### 年中行事
バッスムの産業組合は、商店の開いている日曜日を含む市祭を1年に2回開催している。春の春祭、秋のオクトーバーフェストがそれである。第1アドヴェントには修道院教会の周囲で、「バッスマー・アドヴェント」と呼ばれる小規模なクリスマスマーケットが開かれる。
2009年から3年に1度「AktiBa」と呼ばれる地域メッセがバッスムで開催される。この地域メッセには、バッスム地域の多くの企業や団体が出展する。
2016年から毎年、フロイデンベルク城の敷地で「ボーヴェルマルクト」と呼ばれる中世風の市場が開催される。主催者は、中世クラブ「デ・ボーヴェルツンフト - 中世愛好会 e.V.」である。
ピアツェッタ: 2011年からバッスムでは毎年「ピアツェッタ」という名前の街頭演劇祭が開催される。州内外の芸術方参加し、内市街に5つの会場が設けられる。

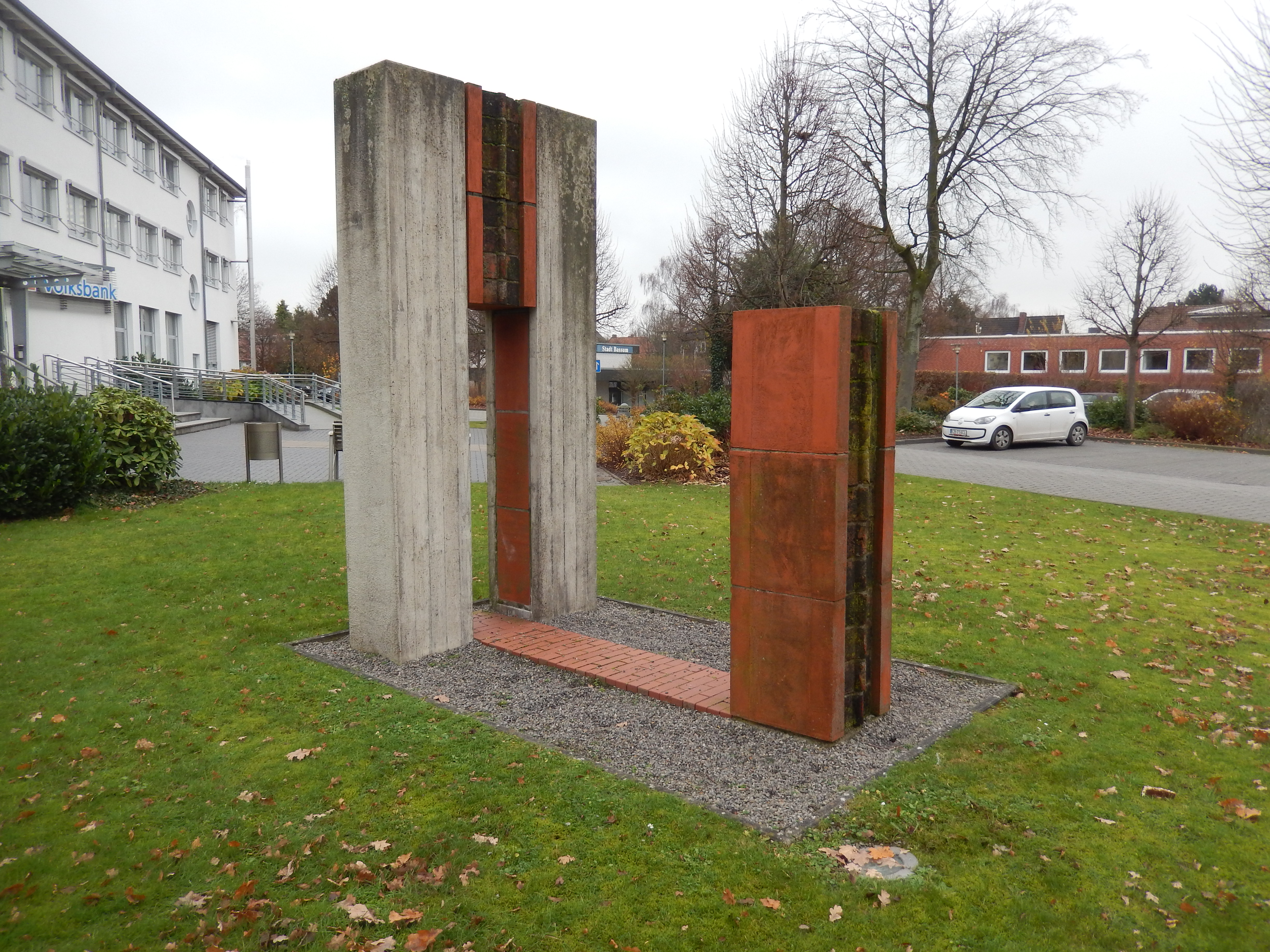
「フェアエンデルング I および II」

### 公共スペースの芸術作品
バッスムの都市景観には、この地域内外の芸術家が創った全く異なる趣の像やオブジェクトが点在している。
- フロイデンブルクの庭園に、アンドレアス・フレムベルクのブロンズ像「デア・ヴェヒター」（直訳: 監視人、2003年）、ミゲル・アウジーリの「トロンコ・ツェレステ」（ブナ材、2001年）、Igors Dobičins の「リーベスパール」（直訳: 恋人たち、ブナ材、2001年）、ルイス・ニーブールの「シュピッツェンタンツ」（直訳: トーダンス、ブナ材、2001年）、ゲルト・フリードリヒの「シュテーレ・オイローパ」（直訳: ヨーロッパの石柱、木製、2004年、現在の場所には2009年から設置されている）[27]がある。
- 郡立貯蓄銀行前には、アンドレアス・フレムベルクによる「市長リーンホープとその愛犬」のブロンズ像がある。
- フォルクスバンク（旧アムト裁判所の建物）前にはハイドルン・コーネルトによる「フェアエンデルング I」および「フェアエンデルング II」（直訳: 変革 I および II、石、セラミック、レンガ、2001年）がある。
- クリニーク・バッスム（旧郡立バッスム病院）前には、ヘルベルト・ボズィンによる鋼鉄製の泉（1981年）がある。

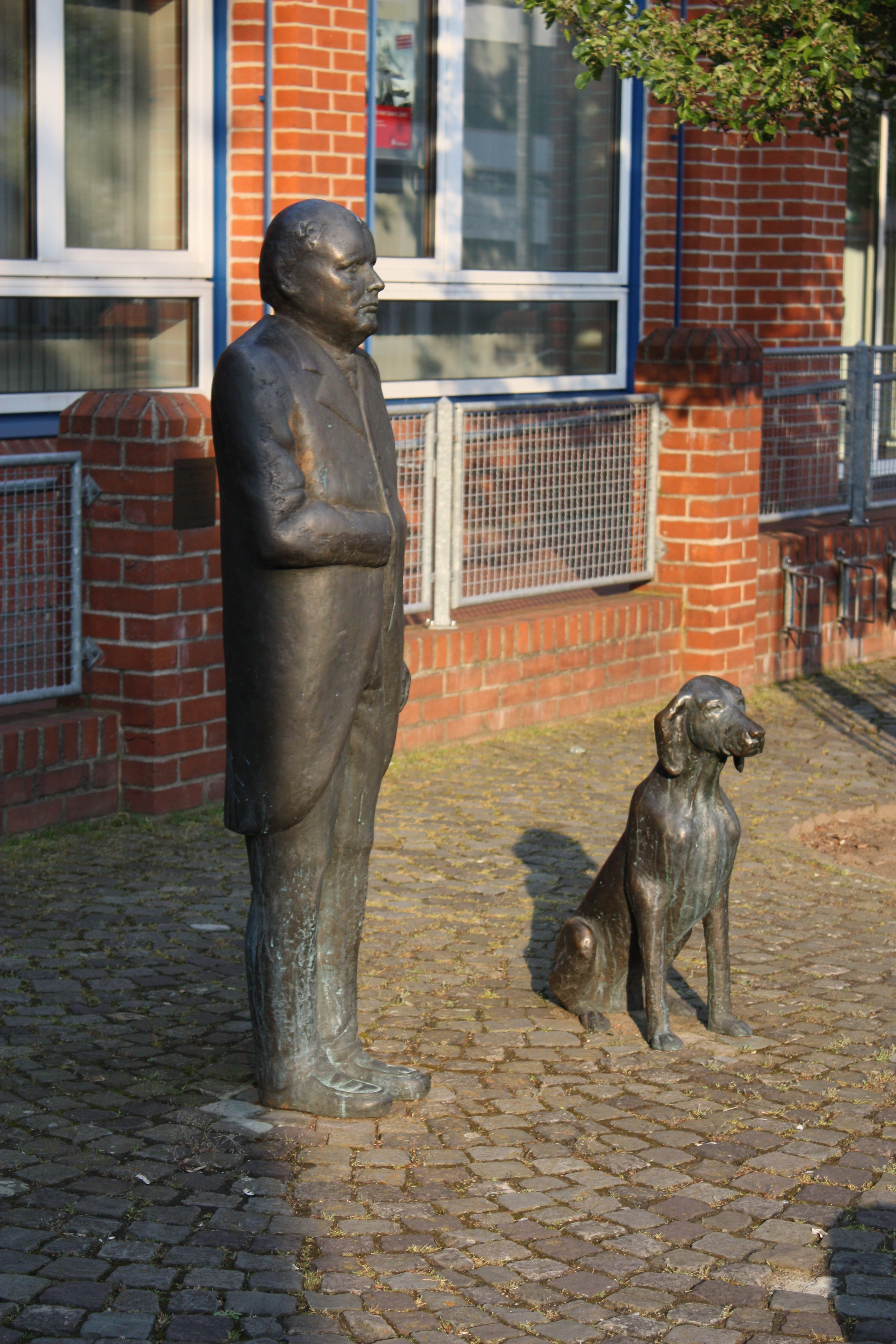
「市長リーンホープとその愛犬」のブロンズ像
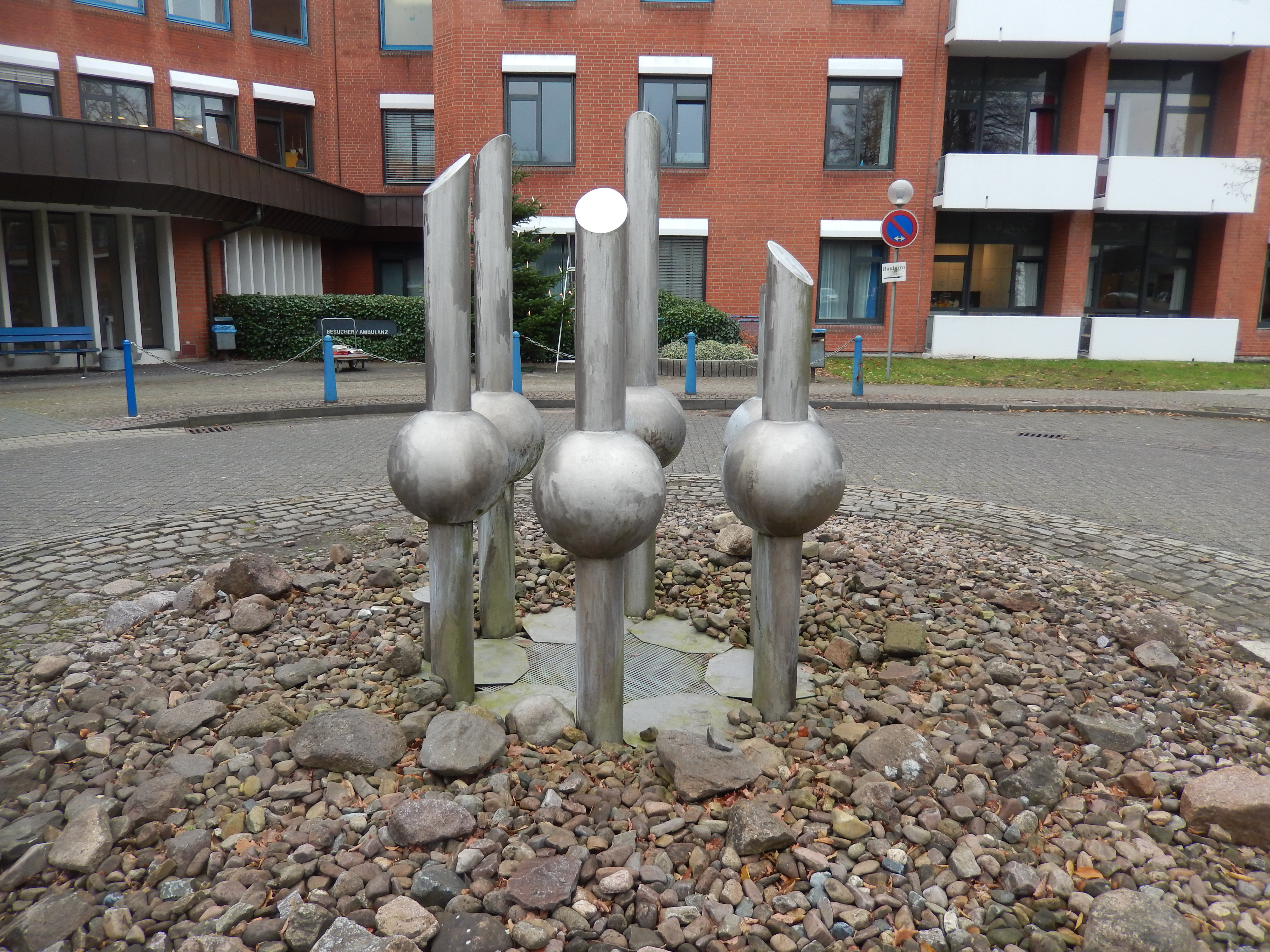
クリニーク・バッスウの泉

### 自然文化財
- バッスムの森「ヒュルゼンベルク」（ノルトヴォールデ近郊）には、7月半ばから8月半ばに花を咲かせる野生のラン Epipactis helleborine（エゾスズラン）が群生している。
- 女子修道院の約 250 m 南に、樹齢1000年のオークの木「シュティフツゲリヒツアイヘ」がある。おそらく中世にこの木の下でバッスム女子修道院の修道女たちの争いごとが裁かれた。その後、修道女たちがコーヒーの味覚に目覚めると、1年に1度このオークの下でコーヒーパーティーが開かれた。このためこの木は、「カフェーアイヘ」（直訳: カフェのオーク）とも呼ばれる。

## 経済と社会資本

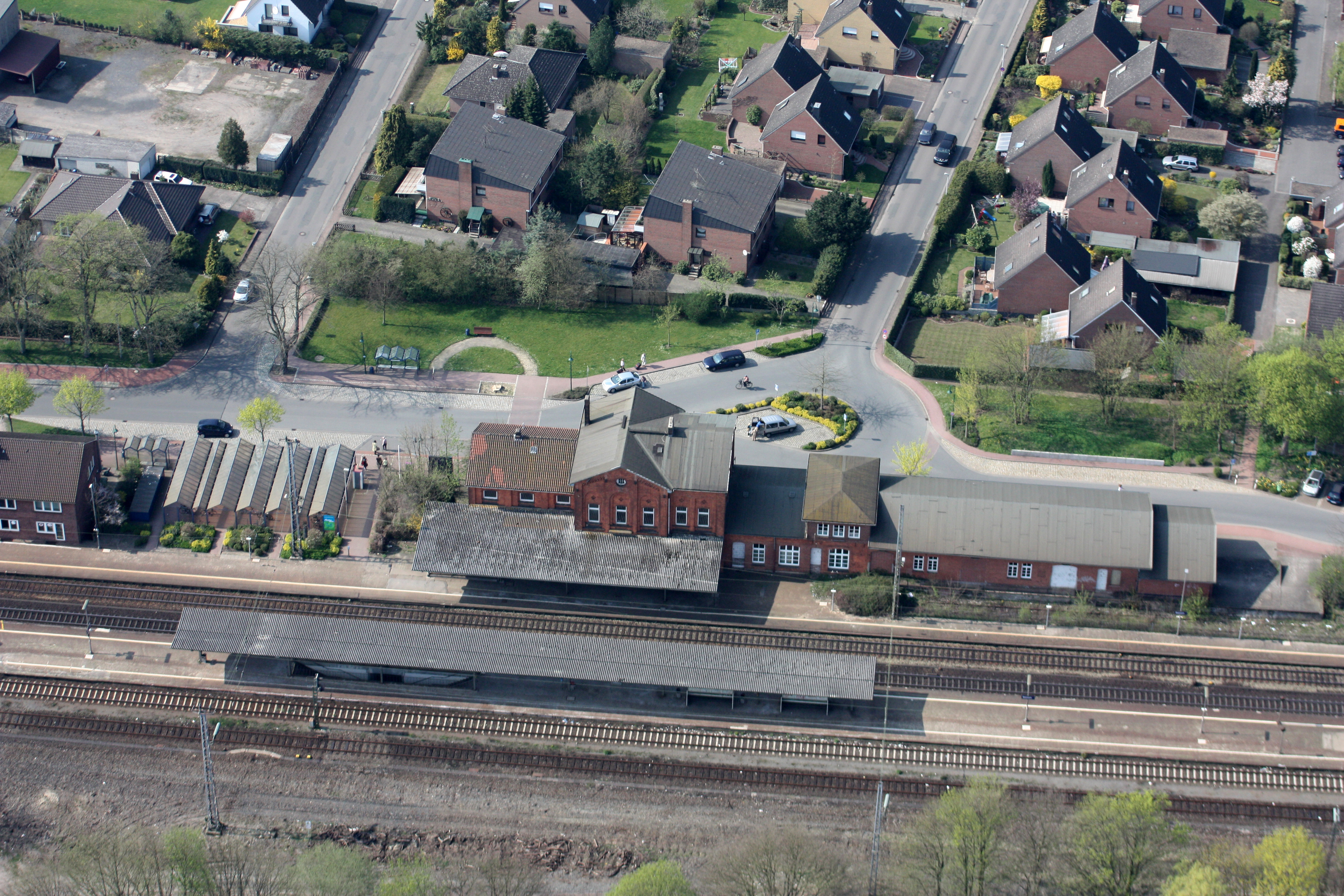
バッスム駅

### 交通
連邦道 B51号線と連邦アウトバーン A1号線を経由してブレーメンおよびオスナブリュックへ、連邦道 B6号線経由でハノーファーへ、A7号線や A2号線を利用することで東や南にアクセスすることができる。B61号線経由でオストヴェストファーレン＝リッペ工業地域へ行くこともできる。
バッスムは、鉄道ヴァネ＝アイケル - ハンブルク線沿いにあり、バッスム駅とブラムシュテット（b ジーケ）駅がある。RS2（ブレーマーハーフェン＝レーネ - ツヴィストリンゲン）はどちらの駅からも利用できるが、RE9（ブレーマーハーフェン＝レーネ - オスナブリュック）はバッスム駅だけで利用できる。鉄道ビュンデ - バッスム線は、ラーデンとバッスムとの間が廃止されている。ブレーメン空港は 32 km の距離にある。
ブレーメン空港およびハンブルク空港へのアプローチは、バッスム上空のインターセクション BASUM から始まる。ナビゲーションの命名規則では、名称は5文字の英数字で定義され、多くは地理上の周辺の土地の名前が用いられる。天気が良ければ、飛行機雲が交差する様子を見ることができる。

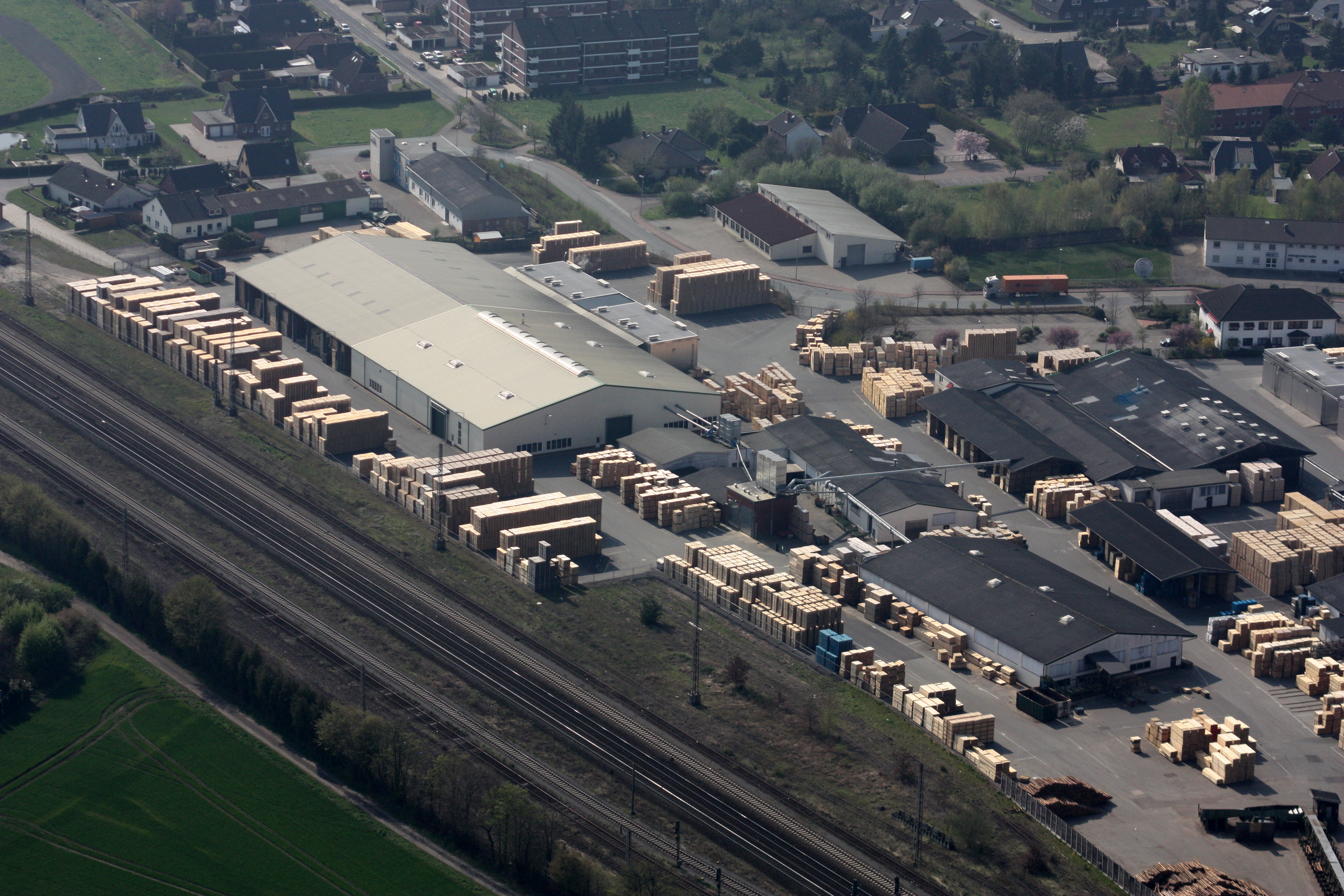
パレット工場製材所

### 企業
- シュテルター歯車工場はバッスム地区にあり、約370人を雇用している[28]。
- 50年前からバッスムにはパレット工場があり、年間約500万台の木製パレットを製造している[29]。
- ディープホルツ郡の塵芥処理共同体 (AWG) は、バッスムに廃棄物処理センターを運営している。

#### 経済振興共同体
バッスムは、バッスム経済振興および都市開発共同体 (WISEG) を有しており、市庁舎屋上のソーラーシステムの設置および運用の他に、住宅地の開発および販売、バッスム駅舎の改造および賃貸業に携わっている。

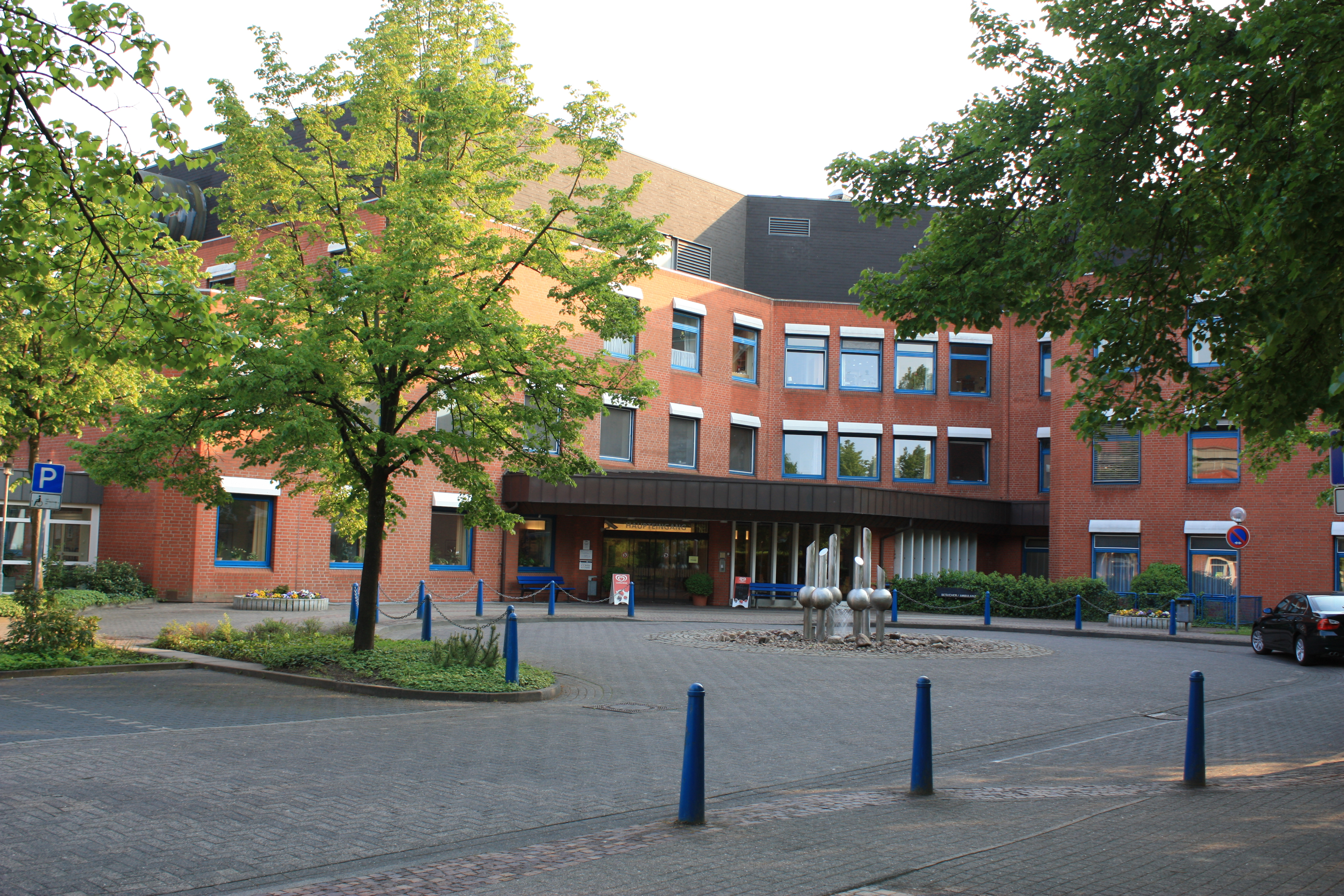
クランケンハウス・バッスム

### 健康、医療
バッスムには、クランケンハウス（病院）1院、精神健康センター、バッスム専門クリニーク、多くの医院や福祉施設がある。
バッスムのクランケンハウスは、ディープホルツ郡クリニーケンに属す。この病院は以下の部門やセンターを含む。
- 外科および消化器外科クリニーク
- 内科、急性老人医学、老人早期リハビリテーション、緩和医療クリニーク
- 内科および消化器科クリニーク
- 形成外科、美容外科、手指外科クリニーク
- 産婦人科クリニーク
- 耳鼻咽喉科部門
- 腹部センター
- 肥満外科センター
- 緊急手術センター
- 薬剤供給センター

バッスムの精神健康センターもディープホルツ郡クリニーケンに属している。この精神医学、心身医学、精神治療学の専門病院には以下の部門がある。
- 精神医学および精神治療学部門
- 心身医学療法および精神治療学部門
- 世親医学研究外来

バッスム専門クリニークは、中毒患者のための医療リハビリテーション施設である。
一般の医院や専門医院と連携するバッスム健康センターおよび薬局が大病院と結びついている。

### バッスム墓地
エッシェンハウザー通り沿いの墓地は、最も古い箇所は1850年頃に利用が始まった。ここに葬られたのは、当初は女子修道院長と修道女たちだけであった。この墓地では1967年まで埋葬が行われていた。しかしたびたび泥棒に襲われたため閉鎖された。かつては女子修道院長の墓の近くにバッスムの牧師、教師、聖職者が埋葬された。バッスムの各地区はかつて、この墓地の古い部分にそれぞれの区画を有していた。
この墓地は、現在、面積約 5.2 ヘクタール、墓は約3500基まで拡張された。葬式は1971年までは木組み建築の礼拝堂で行われていたが火災で焼失し、1972年に現在の礼拝堂が建設され、180人の参列者を収容できるようになった。教会組織は、2003年にこの礼拝堂を増築した。ここには陽当たりの良いアトリウム、親族の集会室、参列者の社交室、トイレ、3つの近代的な葬儀室がある。
バッスム墓地には、セイヨウボダイジュが並ぶ通りがある。これを空から見ると十字型に配置されている。
敷地内には2つの軍人墓地区画がある。第二次世界大戦末期にバッスムでの低空飛行によって亡くなった26人の兵士が1つの区画に、1945年5月から6月に収容所で死亡したソ連、ルーマニア、ハンガリー、ベルギー、スペインの戦争捕虜29人が別の区画に葬られている。
1915年にこの墓地内に設けられた子供墓地の近くに、「シュテルネンキンダー」（直訳: 星の子供）の区画がある。ここでは年に数回、聖アンスガー病院連合（バッスム、ディープホルツ、ズーリンゲン）での死産児の骨壺が葬儀を経て埋葬される。
棺や骨壺のための共用区画（宗教に拠らず利用できる墓地区画）は、線路沿いの新しい部分にある。その他、ここには選択式骨壺墓地区画が整備され、将来的には菱形の区画になる予定である。

### スポーツ
バッスム地区にはミッテルシュトラーセ基礎課程学校に1つとペーターモーアに2つの体育館がある。この他に、ブラムシュテット、ノイブルーフハウゼン、ノルトヴォールデにも体育館がある。体育館の多くは、午前中は学校、午後はクラブや団体が利用している。

### 防災
バッスムには、アルプリングハウゼン、アーペルシュテット、バッスム、ブラムシュテット、ディムハウゼン、エッシェンハウゼン、ハルシュテット、ノイブルーフハウゼン、ニーンシュテット、ノルトヴォールデ、リングマール、ヴェーデホルンに消防団がある。連邦技術救援庁のバッスム支部は、2つの救助グループ、1つの清掃専門グループ、1つの青年グループで構成されている。バッスムにはドイツ赤十字の救護所と待機所があり、ドイツ人命救助協会の地方グループもある。

### 教育

#### 幼児教育
バッスム市は、バッスム地区の託児所「ハウス・デア・クライネン・シュトロルヘ」（直訳: 小さなコウノトリの家）を運用している。さらにいくつかの幼稚園に混合グループも存在している。近い将来、ブラムシュテット、ノルトヴォールデ、ノイブルーフハウゼンにも託児所が建設される予定である。
市立幼稚園は、バッスム（キンダーライヒ）、ノイブルーフハウゼン（ハウス・デア・クライネン・フューセ）、ブラムシュテットにある。また、フィッケン・ブラーケン（ヘルディーク地区）とリントシュラーク（エッシェンハウゼン地区）には市立の「森のようちえん」がある。母子センターには幼稚園グループがあり、福音主義ルター派教会はバッスム（レンタイ幼稚園）とノルトヴォールデ（アルヘ・ノアー幼稚園）で幼稚園を運営している。

#### 初等教育および中等教育
バッスムには基礎課程学校が、バッスム地区に2校、ノルトヴォールデ、ブラムシュテット、ノイブルーフハウゼンに各1校ある。ペーターモーア学校センターにはギムナジウム部門を含むオーバーシューレがある。バッスムには私立のプリンツヘフテ＝シューレと自由キリスト教ルカス・シューレがある。ツヴィストリンゲンにはギムナジウムが1校ある。ジーケには、職業ギムナジウムを含む職業学校が1校とギムナジウムが1校ある。

#### 高等教育
バッスムには高等教育の機関がない。最寄りの大学所在地はブレーメンである。PHWT（私立経済・技術大学）は郡庁所在地のディープホルツにもキャンパスを有している。

#### 生涯教育
ディープホルツ郡の市民大学は、バッスムの駅舎にセミナールームを有しており、これとは別にセミナー・集会棟「ディー・フロイデンブルク」を有している。

### クラブ・団体
- バッスム混声合唱団 1881
- TSV バッスム
- 全国的に活動する組織、統一ドイツ布教支援協会と北西ドイツ射撃連盟はバッスムに本部を置いている。

## 人物

### 出身者
- エリーザベト・ヴィーデマン（1926年 - 2015年）ダンサー、女優、声優
- テッサ・ホフマン（ドイツ語版、英語版）（1949年 - ）社会学者、作家
- ウルフ・シルマー（1959年 - ）指揮者
- ローマン・フリッケ（ドイツ語版、英語版）（1977年 - ）走高跳選手
- クリスティアン・シュルツ（1983年 - ）サッカー選手

### ゆかりの人物
- ヘルベルト・ズィンマーマン（ドイツ語版、英語版）（1917年 - 1966年）サッカー・コメンテーター。バッスムのヴィーブッシュ地区で起こった交通事故により死亡した。
- コンスタンティン・ヴェッカー（ドイツ語版、英語版）（1947年 - ）作詞家、作曲家、俳優、作家。バッスム出身のアニク・ベルリンと結婚した。
- ネーレ・エックハルト（ドイツ語版、英語版）（1992年 - ）三段跳選手。アルプリングハウゼン地区で育った。

## 関連図書
- Georg Dehio (1992). “Bassum”. Handbuch der Deutschen Kunstdenkmäler. Bremen Niedersachsen. München / Berlin. pp. 197–199
- Jens Mastnak (2000). Beiträge zur Bassumer Geschichte. Veröffentlichungen des Stadtarchivs Bassum. 1. Diepholz / Bassum
- Klaus Mencke (2002). Bassum im Bild 1893–1973. Veröffentlichungen des Stadtarchivs Bassum. 3. Erfurt
- Helmuth Meyer; Heinrich Peters; Ilse Mindermann-Wawrzinek, et al (1999). Arbeitsgemeinschaft „Chronik Kirchspiel Nordwohlde“. ed. Kirchspiel Nordwohlde. Syke
- Harald Focke; Helmut Behrens; Walter Brackland (1990). Bassum in den Fünfzigern. Bilder aus Stadt und Land. Bassum
- Harald Focke; Helmut Behrens; Walter Brackland (1992). Das waren noch Zeiten. Unser Alltag in den Fünfzigern. Bassum. ISBN 3-89728-003-5
- Harald Focke; Helmut Behrens; Walter Brackland (1997). Mit Wasser und Wind. Alte Mühlen in Bassum und Umgebung. Bassum. ISBN 978-3-89728-000-7
- Heinz-Hermann Böttcher (2003). Der Jüdische Friedhof in Bassum – Dokumentation. Syke
- Marlis Buchholz; Miriam Lappin; Almuth Lessing (2005). “Bassum”. In Herbert Obenaus, David Bankier, Daniel Fraenkel. Historisches Handbuch der jüdischen Gemeinden in Niedersachsen und Bremen. Band 1. Göttingen. pp. 179–183. ISBN 978-3-89244-753-5
- Bernd Ulrich Hucker (1995). Stift Bassum. Eine 1100jährige Frauengemeinschaft in der Geschichte. Bremen: Edition Temmen. ISBN 978-3-86108-276-7
- Claudia Kollschen; Eike Sellmer (2014). Bassum für Kinder und neugierig gebliebene Erwachsene. Bassum

### 訳注
1. ↑  ドイツ語: Archepark、種の保存をノアの箱舟 (ドイツ語: Arche) にたとえた名称である。